# Oil of Every Pearl's Un-Insides Non-Stop Remix Album
Oil of Every Pearl's Un-Insides Non-Stop Remix Album è un album di remix della musicista britannica Sophie, pubblicato il 29 luglio 2019.

## Tracce

### Disco 1
1. Cold World – 4:25
2. Not Okay (Alone Remix) – 1:24
3. XTC Acid – 3:12
4. Ponyboy (Megadog) – 4:57
5. Push Emission (Whore Moans) – 5:27
6. Ponyboy (Faast Boy Remix) – 5:44
7. Faceshopping (Lipstick Gel Remix) – 2:45
8. Not Okay (Machine World) – 1:45
9. Whole New World (Sophie and Doss Remix) – 3:30
10. Infatuation (Lichtbogen Dreamin' Remix) – 5:08
11. Faceshopping (Euphoric Reduce Me To Nothingness Remix) – 5:11
12. Pretending I Give In (Let Go) – 4:07

### Disco 2
1. Leeds Heaven and Hell – 6:07
2. Whole New World (Big Kiss Remix) – 3:09
3. Pony Whip (featuring BC Kingdom) – 4:11
4. Faceshopping (Money Mix) (featuring Bibi Bourelly) – 3:54
5. Pretend World (Shop Front) – 3:08
6. Laser – 3:41
7. Cold Water – 3:41
8. Dive (SDF) – 1:49
9. Infatuation (Sunlight Zone) – 1:08
10. Infatuation (Twilight Zone) – 1:29
11. Infatuation (Midnight Zone) – 5:55
12. Infatuation (The Abyss) – 0:59
13. Infatuation (The Trenches) – 8:01